# 莫雷亚斯-拉西亚斯
莫雷亚斯-拉西亚斯（法語：Maureillas-las-Illas，法語發音：[moʁɛjas laz‿ijas] ⓘ）是法国东比利牛斯省的一个市镇，属于塞雷区。该市镇于1972年由原市镇莫雷亚斯（Maureillas）、拉西亚斯（Las Illas）和里乌诺盖斯（Riunoguès）合并而成。

## 地理
莫雷亚斯-拉西亚斯（42°29'25"N, 2°48'37"E）面积42.1 平方千米，位于法国奧克西塔尼大區东比利牛斯省，该省份为法国大陆部分最南部的省份，涵盖了北加泰罗尼亚，北起奥德省，西接阿列日省和安道尔，南与西班牙接壤，东临地中海。
与莫雷亚斯-拉西亚斯接壤的市镇（或旧市镇、城区）包括：阿古利亚纳、拉洪克拉、拉巴霍尔、勒佩尔蒂斯、马萨内特-德卡夫雷尼斯、塞雷、圣让普拉德科尔、莱克吕斯、勒布卢。
莫雷亚斯-拉西亚斯的时区为UTC+01:00、UTC+02:00（夏令时）。

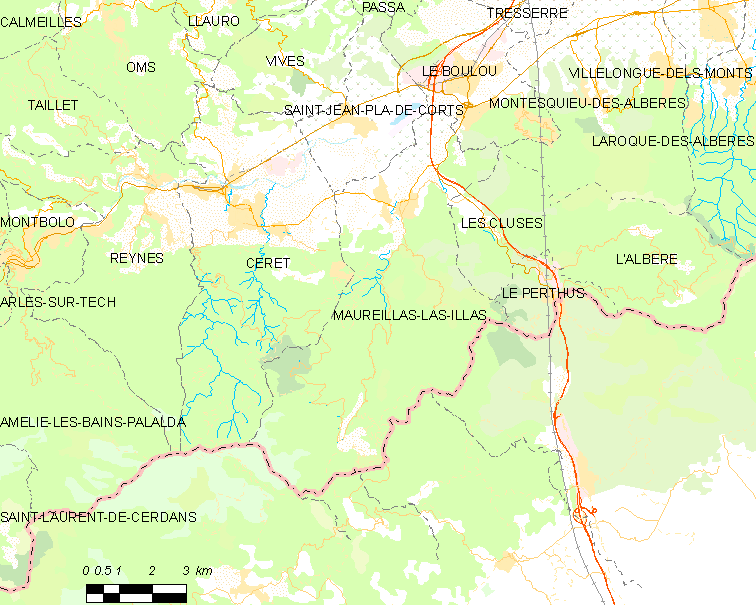
莫雷亚斯-拉西亚斯的OSM定位图

## 行政
莫雷亚斯-拉西亚斯的邮政编码为66480，INSEE市镇编码为66106。

## 政治
莫雷亚斯-拉西亚斯所属的省级选区为瓦莱斯皮尔-阿尔贝拉县。

## 人口

1962-2008年间莫雷亚斯-拉西亚斯人口变化图示

莫雷亚斯-拉西亚斯于2022年1月1日时的人口数量为2859人。